# Arrondissement de Sienne
L'arrondissement de Sienne est une ancienne subdivision administrative française du département de l'Ombrone créée le 24 mai 1808 dans le cadre de la nouvelle organisation administrative mise en place par Napoléon Ier en Italie et supprimé le 11 avril 1814, après la chute de l'Empire.

## Composition
L'arrondissement de Sienne comprenait les cantons de Asciano, Casole d'Elsa, Castelnuovo Berardenga, Chiusdino, Montalcino, Sienne (deux cantons) et Sovicille.